# リング・テムコ・ボート

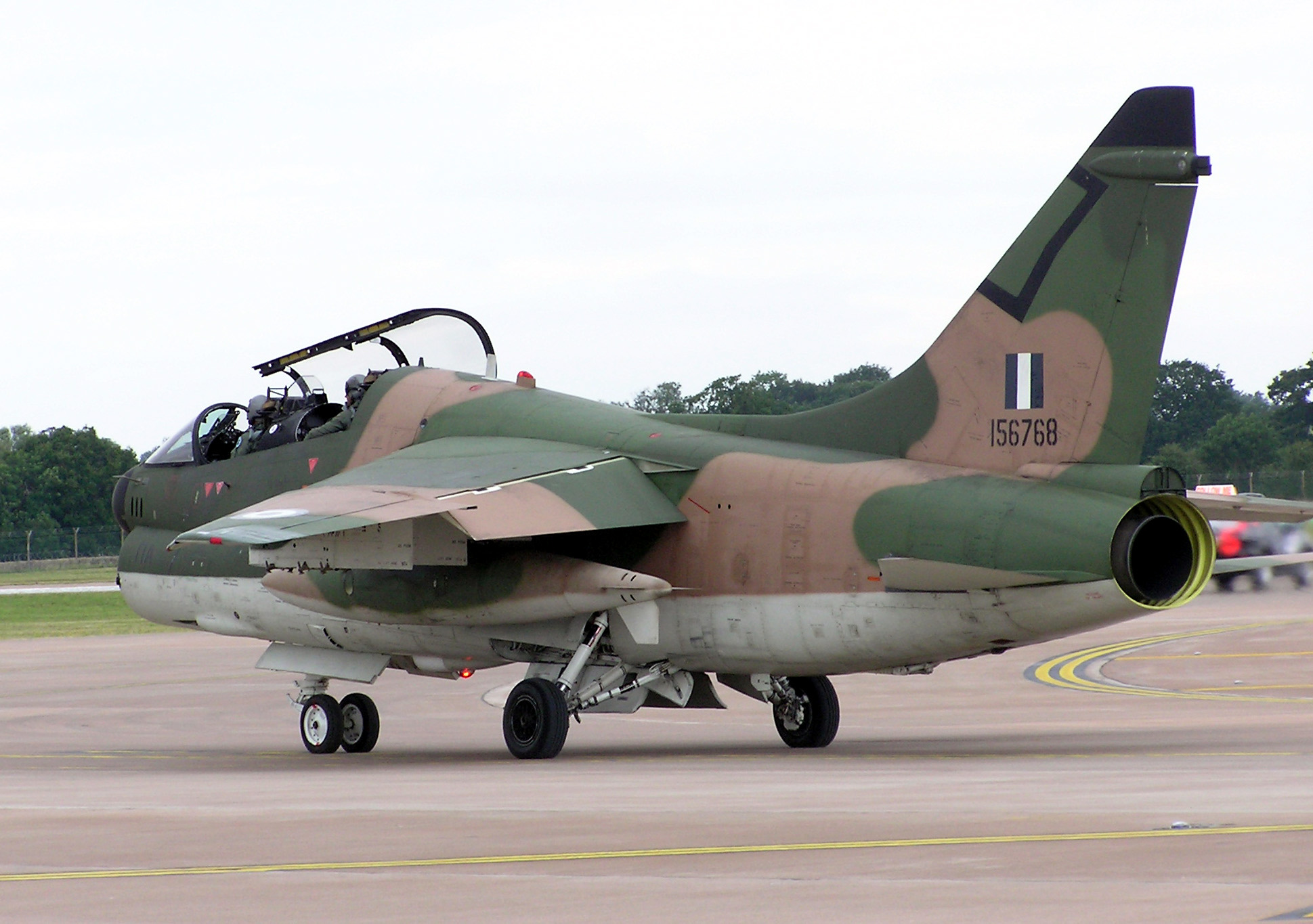
ギリシャ空軍のLTV製コルセア II。（2005年のイギリスの航空ショーで撮影）

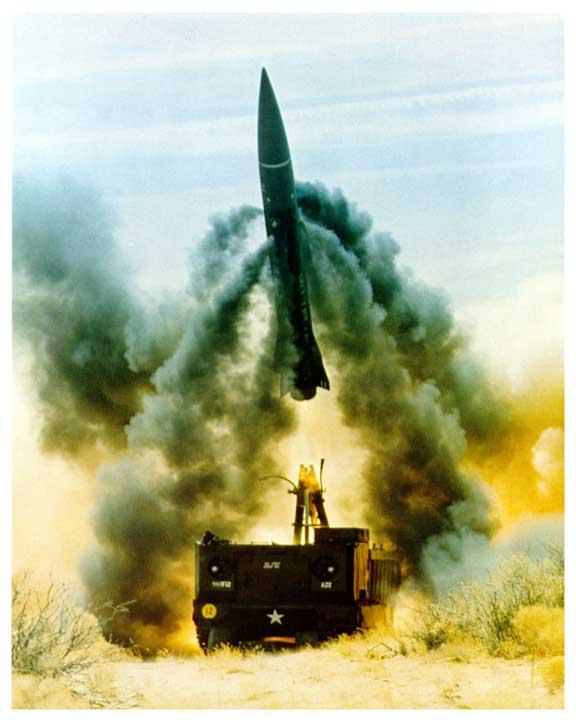
アメリカ陸軍のLTV製MGM-52 ランス。

リング・テムコ・ヴォート（Ling-Temco-Vought ）は、かつてアメリカ合衆国に存在した巨大複合企業体（コングロマリット）である。

## 歴史
1947年にジェームズ・リングが、ダラスで電気工事請負業のリング・エレクトリック（Ling Electric Company ）を創業したことに起源を発する。戸別訪問やテキサス州の見本市ブースで営業するという、当時としては革新的な方法で売り上げを伸ばし、1955年よりM&Aを活発化させていく。手始めとして、1956年にL・M・エレクトロニクス (L.M. Electronics) を買収、更に1959年にステレオ・システムとスピーカーのメーカーであった アルテックを買収した。1960年には当時ミサイル事業で勢いのあったテムコ・エアクラフトにリング社を合併させ、これに加えて保険業者のトロイ・ポスト（Troy Post ）からの資金援助を得てチャンス・ヴォート・エアロスペース社を買収、社名をリング・テムコ・ヴォート社に改称した。
この頃は株価形成の理論が未成熟で、買収した企業の配当が買収に用いた長期借り入れや社債の利息を上回るか、企業の価格配当比率がリング・テムコ・ヴォート社の株のそれより低い限り、コングロマリットは全体として更に利益をもたらすことができるという見方が支配的だった。こうした背景もあってリング・テムコ・ヴォート社は低コストで巨額の資金を借り入れることができ、同社は1960年代のコングロマリットのうちの1つとしての地歩を確立し始めた。
1964年にリング・テムコ・ヴォート社は持株会社に改組され、その傘下に3つの現業会社（LTVエアロスペース、LTVリング・アルテック、LTVエレクトロシステムズ）を設立。翌1965年に線材・電線会社のオコナイト（Okonite ）を加え、更に1967年にはゴルフ用品で有名な ウィルソン・アンド・カンパニー社を買収した。ウィルソンは精肉業と医薬品業にも事業を展開しており、これら3つの部門をアメリカン証券取引所に上場している別々の企業に割り振ったため、間も無くそれらの企業にはトレーダーからそれぞれ「ゴルフボール」 （Golfball ） 、「ミートボール 」（Meatball ）、「睡眠薬 」（Goofball ）というあだ名がつけられた。1968年にはポストが所有していた持株会社グレートアメリカ（Greatamerica ）を買収し、その傘下にあったブラニフ・インターナショナル航空（Braniff International Airways ）及びナショナル・カー・レンタルを取得。加えて、ジョーンズ・アンド・ラフリン・スチールも買収した。その上、リングはメキシコのアカプルコとゲレーロ州及びコロラド州のスチームボート・スプリングスのリゾート施設も手に入れる。
リング・テムコ・ヴォート社は1969年までに33社を買収し、従業員29,000人、15,000の別々の製品とサービスを提供する産業界最大手40社のうちの1社にまで成長。連結売上高は27億ドルをあげたが、ここへ来てリング・テムコ・ヴォート社に買収された個々の企業部門が（買収前に比較して）伸び悩んでいるとの観測が流れ、株価が急落。同年には連邦公正取引委員会によって独占禁止法違反で訴訟を起こされ、折からの株式市場の不振からコングロマリットに対する非難が強まっていった。結局、リングは1970年に取締役会から社長職を追われ（のち退社）、ポール・セイアが後任となった。独占禁止法違反訴訟は1971年に和解したものの、リング・テムコ・ヴォート社はブラニフとオコナイトを売却することになった。同じ年に社名をリング・テムコ・ヴォートからLTVコーポレーション（LTV Corporation ）に変更。1975年にはセイアが未公開株の詐欺に関与したことから辞任、ゼロックス役員だったレイモンド・ヘイ（Raymond Hay ）がLTVを引き継いだ。
その後、LTVエレクトロシステムズは、レイセオン IIS の一部門のE-システムズとして分離し、更に1984年にはリパブリック・スチールによって、LTV傘下のJ&Lスチール社が買収されるなど事業の整理を進め、同社は主に鉄鋼業者として存続し続けた。社名をLTVスチールに改め、1993年にその本部をオハイオ州クリーブランドに移転。2000年12月29日に破産を申請、資産はウェイルトン・スチール に取得され現在はアルセロール・ミッタルの一部門となっている。